# Bešeňovské travertíny
Bešeňovské travertiny jsou přírodní památka v katastrálním území obce Bešeňová  v okrese Ružomberok v Žilinském kraji na Slovensku u obce Bešeňová. Chráněné území bylo vyhlášeno v roce 1951 a jeho rozloha je 0,73 hektaru. Předmětem ochrany jsou travertinové kopy a terasy s vývěry minerálních vod. Tvoří je čtyři samostatné celky: Červené terasy, travertinová skalka zvaná Kaplnka, pramenný travertinový kráter nad nivou Váhu (tzv. Bazén), Bílé terasy s odumřelým travertinem a několik solitérních minerálních pramenů.

## Přírodní poměry
Vápencový lom se nachází severně několik set metrů od Bešeňové. Bešeňovské travertiny jsou typem vápence, který vznikl vysrážením minerálních, či termálních pramenů bohatých na uhličitan vápenatý. Tyto prameny jsou bohaté ne jen na vápník, ale i na hořčík, železo a síru a dodávají lokalitě krásný živý lesk. Při vývěrech těchto pramenů se tvořily na ploše 3,18 hektarů unikátní travertinové kopy, bochníky, kaskády a jiné zajímavé útvary zabarvené nevšedními barvami.
Mimořádně pestře zbarvené jsou živé Červené terasy. Železo z minerálních pramenů má přímý vliv na barevné tónování travertinu od téměř bíle přes žlutou, pomerančovou až po rumělkově červenou, případně hnědou. Nejsytější tóny červené jsou v blízkosti vývěrů minerálního pramene, ve větší vzdálenosti od něj blednou. V zimě je obsah železa vyšší a povrchové vrstvy travertinu jsou červenější, v suchém létě je kaskáda nejsvětlejší. V sedmdesátých letech 20. století život Bílých teras ukončil hydrogeologický vrt. Na základě tohoto zásahu zanikly minerální prameny a ustala tvorba bílého travertinu. Na okraji kamenolomu se nachází útvar Kaplnka.
Minerální voda z Bešeňovských travertinů je pitná. Má mírně železitou, ale příjemnou chuť. Pramen se nachází nedaleko termálního koupaliště Bešeňová, vyvěrá v blízkosti načervenalé kamenné kopy nad železniční tratí.
V minulosti se zde těžil žlutohnědý travertinizovaný pramenit, tzv. zlatý bešeňovský travertin. Jeho vyleštěné zlaté desky zdobí budovu Univerzity Komenského v Bratislavě. Byl použit i na stavbách v jiných státech Evropy, např. ve Švýcarsku, Francii, Belgii a Německu.